# Walter Küchenmeister
Walter Küchenmeister (Waldheim, 9 gennaio 1897 – Berlino, 13 maggio 1943) è stato un giornalista, editore e scrittore tedesco, combattente della resistenza contro il regime nazista nel gruppo antifascista dell'Orchestra Rossa all'interno del gruppo Schulze-Boysen.

## Biografia
Figlio di un calzolaio, dopo aver lasciato la scuola elementare, lavorò come operaio e come minatore, successivamente terminò l'apprendistato come tornitore. Nel 1911, Küchenmeister fu coinvolto nel comitato giovanile del Deutscher Metallarbeiter-Verband (un'associazione di metalmeccanici).
Sposò Anna Auguste Lasnowski ad Ahlen nel 1926. Dal matrimonio nacquero due figli: Rainer nel 1926, che in seguito diventerà artista e professore universitario, e Claus nel 1930 che diventerà scrittore. La madre di Walter morì vittima di un bombardamento aereo.
Nel 1917 si offrì volontario come marinaio della Kaiserliche Marine durante la prima guerra mondiale e il 3 novembre 1918 prese parte all'ammutinamento di Kiel. Alla fine della guerra si iscrisse al Partito Socialdemocratico di Germania (SPD) e nel 1920 passò al Partito Comunista di Germania (KPD). Nel 1921 fu promosso funzionario del partito KPD, Ortsgruppenleiter per la città di Ahlen. Nello stesso anno, iniziò a lavorare come redattore del Westphalian Arbeiterzeitung, considerato uno dei giornali socialdemocratici più radicali in Germania. Diresse anche il giornale comunista Ruhr Echo di Essen, incarico che mantenne fino al 1926 quando fu espulso dal KPD per "comportamento non proletario" e fu sospettato di essere un informatore della polizia: questo stigmatizzò la sua posizione di comunista ortodosso, facendolo diventare agli occhi del gruppo un traditore ed ex compagno. Per guadagnarsi da vivere lavorò come pubblicitario e scrittore freelance. Nei sei anni successivi scrisse una biografia del predicatore tedesco e teologo radicale Thomas Müntzer e dello scultore e intagliatore tedesco Tilman Riemenschneider.
Nel 1929 si trasferì a Berlino insieme alla moglie Annie e al figlio Rainer, qui nacque il secondogenito Claus. A Berlino collaborò con il giornalista politico Karl Otto Paetel e con il gruppo del Nazionalbolscevismo. Tra il 1933 e il 1934 fu imprigionato due volte, in una occasione fu condannato a nove mesi di reclusione trascorsi nel campo di concentramento di Sonnenburg, dove fu colpito da ulcera gastrica e da tubercolosi. Fu scarcerato in anticipo per invalidità e continuò a lavorare come scrittore politico. Nel 1935 lavorò per il giornale clandestino della resistenza Wille zum Reich insieme a Werner Dissel.
Nel 1935, si unì al gruppo di resistenza di Berlino nato con Harro Schulze-Boysen, i due si conoscevano dal 1930, grazie alla conoscenza comune di Kurt Schumacher. Walter divenne molto presto un membro importante del gruppo come scrittore incaricato di preparare i contenuti per i volantini e gli opuscoli del gruppo, che spesso erano mescolati con altri provenienti da fonti del KPD. Collaborò anche alla produzione dei volantini, oltre a organizzare delle raccolte fondi tra amici e collaboratori per aiutare i prigionieri politici e fornire istruzione politica agli studenti berlinesi.
Nel 1936 Küchenmeister, ormai invalido, ricorse alle cure per la sua tubercolosi di Elfriede Paul, medico comunista di Harburg. Kurt Schumacher conosceva Elfriede dal 1923 circa e fu proprio lui a metterli in contatto. Nel corso del 1936 e del 1937, Walter e Elfriede diventarono buoni amici fino al marzo 1937, quando Walter abbandonò la moglie per trasferirsi da Elfriede, motivo per cui lei si sarebbe occupata dell'educazione dei due figli.
Nel 1937 Gisela von Pöllnitz fu arrestata dalla Gestapo e il gruppo di resistenza, temendo di essere stato scoperto, si sciolse temporaneamente. Küchenmeister si recò a Colonia per essere più vicino al confine con i Paesi Bassi, nel caso in cui avesse dovuto fuggire attraverso la frontiera; i timori del gruppo si rivelarono infondati, poiché la Pöllnitz fu liberata dopo pochi mesi senza che avesse fornito alcun dettaglio del gruppo. Nel 1937 e nel 1938 Walter continuò le sue attività per la resistenza: ad esempio, nell'ottobre 1938 scrisse insieme a Schulze-Boysen l'opuscolo intitolato Der Stoßtrupp per l'imminente affiliazione dei Sudeti.
Nell'aprile del 1939 la tubercolosi di Walter era talmente avanzata che Elfriede gli consigliò di frequentare un sanatorio, raccomandando l'aria alpina. Paul aveva ottenuto una garanzia di guarigione per Küchenmeister e sperava che sarebbe guarito completamente. Sia la coppia Küchenmeister e Paul che gli Schumacher si recarono a Leysin, in Svizzera. Il viaggio aveva un programma secondario: il piccolo gruppo fu inviato a incontrare l'attore e regista tedesco Wolfgang Langhoff, che rappresentava il KPD in esilio. L'incontro però non andò come previsto, i membri del KPD si erano dispersi per effetto delle purghe naziste e si dimostrarono poco inclini ad ascoltare il messaggio offerto dal gruppo di riattivare le proteste di massa e di ricostituire i loro contatti nelle fabbriche. Anzi, si disinteressarono del gruppo, definendolo ideologicamente dubbio e il fatto che Walter fosse stato espulso dal KPD nel 1926 non aiutò l'argomentazione. Dopo il ritorno in Germania, Paul tentò un secondo viaggio a giugno insieme a Gisela von Pöllnitz, anch'essa affetta da tubercolosi, ma anche questo si rivelò fallimentare.
Walter rimase in Svizzera per sette mesi presso il sanatorio di Leysin. Elfriede Paul scrisse a Kuchenmeister cinque volte nel corso di quei sette mesi. Mentre si trovava in Svizzera, ebbe ampi contatti con Fritz Sperling, uno dei fondatori del Frei-Deutschland-Bewegung (Movimento Germania Libera) e capo della sezione meridionale del KPD. Sperling mantenne i contatti con Paul, riferendo sui lenti progressi del suo trattamento.
All'inizio del 1940, Walter tornò in Germania per continuare nelle sue attività con la resistenza. Nell'ottobre e nel novembre 1940, Schulze-Boysen entrò in contatto con l'economista Arvid Harnack, anch'egli a capo di un gruppo di resistenza a Berlino, e con il giornalista Adam Kuckhoff in merito agli opuscoli informativi che preparava settimanalmente sulla situazione in Germania, ai suoi collegamenti in Germania e ai volantini che riceveva da tali collegamenti. Harnack conosceva Schulze-Boysen già dal 1935 o dal 1936, ma entrambi non conoscevano l'intera portata della rete dell'altro: in una conversazione avuta furono presentati i nomi di Küchenmeister e Paul. L'organizzazione Harnack sospettava di Küchenmeister, ritenendolo un agente infiltrato della Gestapo o forse sorvegliato dalla Gestapo. Ritenevano che, essendo già stato in carcere, avrebbe potuto essere stato trasformato, ma fu Wilhelm Guddorf, che si considerava l'unico rappresentante del gruppo KPD, ad avanzare l'argomentazione più forte e a chiedere a Schulze-Boysen di rompere tutti i legami con Küchenmeister e Paul. Schulze-Boysen non si lasciò impressionare dalle argomentazioni poste da Guddorf e consolidò invece la sua amicizia sia con Küchenmeister che con Paul, iniziando al contempo ad ammorbidire i suoi rapporti con Kurt Schumacher. Küchenmeister continuò nel suo operato di oppositore del nazismo nei due anni successivi come membro centrale del gruppo Schulze-Boysen fino al suo arresto.

## Arresto e morte

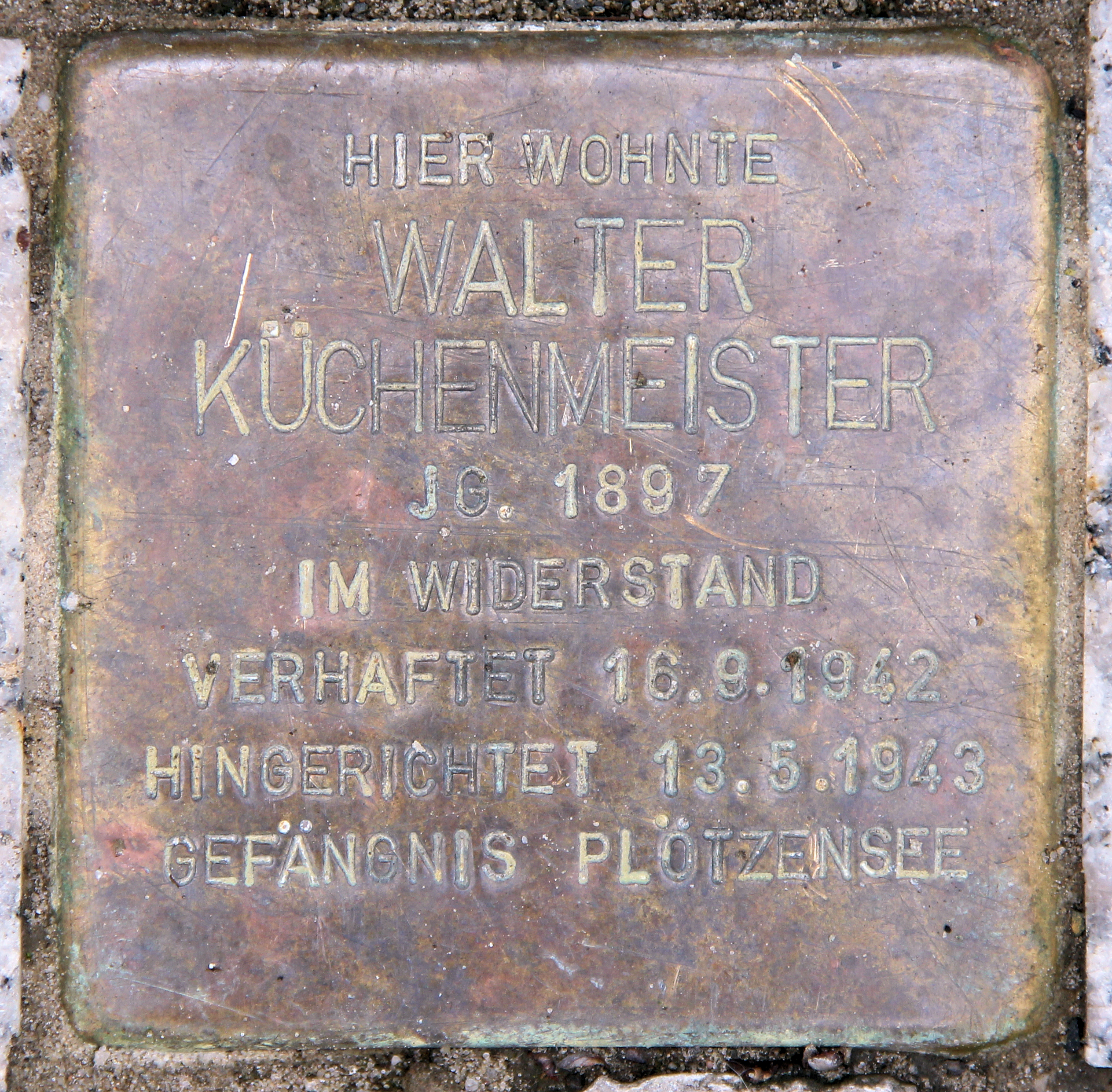
Pietra d'inciampo a Berlino.

Küchenmeister e Paul furono arrestati il 16 settembre 1942. Il 6 febbraio 1943 Walter fu condannato a morte dal Reichskriegsgericht per la sua appartenenza all'organizzazione dell'Orchestra Rossa. Fu giustiziato il 13 maggio 1943 nella prigione di Plötzensee a Berlino. Il 6 febbraio 1943 il Reichskriegsgericht condannò Paul a sei anni di prigione per "preparazione all'alto tradimento".
A causa del principio tedesco del Sippenhaft, secondo cui la famiglia condivide la responsabilità del crimine, il figlio Rainer fu imprigionato dai nazisti fino alla fine della guerra. Fu inviato al campo di concentramento di Moringen e, nel marzo 1945, fu arruolato nello Strafbataillon e sopravvisse alla guerra. Rainer fu forse l'ultima persona a vedere Harro Schulze-Boysen vivo, quando fu trascinato davanti alla finestra della sua cella con entrambe le mani pesantemente fasciate per le torture subite dalla Gestapo. L'altro figlio Claus riuscì a fuggire in Svizzera e a sottrarsi alla cattura.

## Nella cultura di massa
Nel dopoguerra Claus Küchenmeister e sua moglie Wera decisero di realizzare un documentario sulla vita del padre. Iniziarono a raccogliere le interviste degli ex membri dell'Orchestra Rossa e, quando la Stasi venne a conoscenza del loro progetto, fornirono l'accesso all'archivio e ai materiali precedentemente non divulgati. Non fu realizzato alcun documentario, ma fu commissionato un lungometraggio intitolato KLK an PTX – Die Rote Kapelle: KLK an PTX è la sequenza iniziale scelta per il riconoscimento della trasmissione radio utilizzata dai membri dell'Orchestra Rossa nel collegamento con l'intelligence sovietica per l'invio delle informazioni.